# 石狩月形駅
石狩月形駅（いしかりつきがたえき）は、北海道樺戸郡月形町字月形にあった北海道旅客鉄道（JR北海道）札沼線（学園都市線）の駅（廃駅）である。事務管理コードは▲130211。

## 概要
月形町の中心駅であった。当初から交換駅として設置され、石狩当別駅（現在の当別駅） - 当駅間の区間列車も設定されていた。札沼線の非電化区間では唯一の交換可能駅であると同時に、石狩当別駅方面からの列車は当駅が最後の交換駅となっており、当駅から終点の新十津川駅までは1閉塞であるため、1列車しか入れなかった。

## 歴史

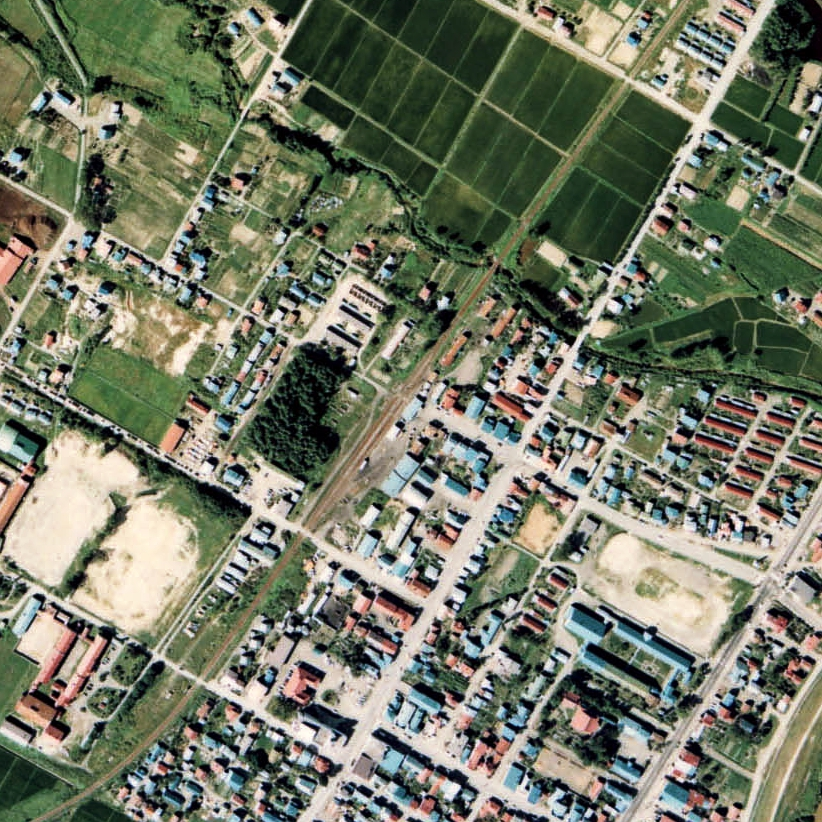
1976年の石狩月形駅と周囲約750m範囲。左下が札幌方面。

- 1935年（昭和10年）10月3日：国有鉄道札沼線石狩当別駅（現：当別駅） - 浦臼駅間の開通[報道 2]に伴い、同線の駅として開業[3]。一般駅[1]。
- 1943年（昭和18年）10月1日：第二次世界大戦の激化に伴い、札沼線の当駅 - 石狩追分駅間が不要不急線に指定され、営業休止[4]。終着駅となる。
- 1944年（昭和19年）7月21日：札沼線の石狩当別駅 - 当駅間が不要不急線に指定され、営業休止[5]。それに伴い、当駅も営業休止。
- 1946年（昭和21年）12月10日：札沼線の石狩当別駅 - 浦臼駅間が営業再開[6]。それに伴い、当駅も営業再開。
- 1949年（昭和24年）6月1日：日本国有鉄道法施行に伴い、日本国有鉄道（国鉄）に継承。
- 1979年（昭和54年）2月1日：貨物扱い廃止[1]。
- 1984年（昭和59年）2月1日：荷物扱い廃止[1]。
- 1986年（昭和61年）11月1日：出改札要員の配置を廃止[7]。以降は運転要員が出札業務を兼務する。
- 1987年（昭和62年）4月1日：国鉄分割民営化に伴い、北海道旅客鉄道（JR北海道）に継承[8]。
- 1991年（平成3年）
  - 3月16日：札沼線に「学園都市線」の愛称を設定[報道 2][報道 3][9]。
  - 12月：札沼線末端区間の効率化・経費節減の一環として、大学前駅（→北海道医療大学駅） - 新十津川駅間を担当する現業機関（駅・運輸〔運転士〕・工務）を全て石狩当別駅の傘下に置く「業務機関統合方式」を開始[10]。これに伴い、以降の当駅の運転取扱・窓口業務は石狩当別駅の駅員が交代で業務を行った[新聞 1]。
- 1996年（平成8年）3月16日：札沼線（学園都市線）のうち、当駅を含む石狩当別駅 - 新十津川駅間でワンマン運転開始[9]。
- 2000年（平成12年）：札沼線（学園都市線）の桑園駅 - 当駅間に自動進路制御装置 (PRC) を導入[11]。
- 2020年（令和2年）
  - 4月17日：新型コロナウイルス感染症（COVID-19）に関する緊急事態宣言により、4月18日から5月6日まで全列車運休措置。実質的な最終営業日となる[報道 4]。
  - 5月7日：北海道医療大学駅 - 新十津川駅間の廃止と共に廃駅となる[報道 1][新聞 2][新聞 3][新聞 4]。同日未明にホームに設置されていた駅名標が撤去された[新聞 5]。
    - 以降も、駅舎は当駅起終点のバス待合所として利用[12]。
- 2022年（令和4年）
  - 8月1日：バス待合所を町役場内の町民サロンに移し（バスの起終点は当駅跡のまま存置）、旧駅舎を閉鎖[新聞 6]。
  - 11月30日：旧駅舎の解体を完了[新聞 7]。

### 駅名の由来
駅の所在する地名に旧国名の石狩を冠する。地名は樺戸集治監初代典獄（所長）の月形潔の姓に由来し、旧国名を冠したのは開業時すでに同音の駅（月潟駅）が存在していたためである。

## 駅構造
島式ホーム1面2線を有していた地上駅。1976年時点では、ホームの駅舎側にさらに貨物積卸線が1本敷かれており、そこから駅表の札幌側にある土場へ斜めに1線引込まれていた。貨物の取扱が廃止されてからは、かつての積卸線が保線車用側線として残されていた。
新十津川方がスタフ閉塞式であり、運転取り扱い業務のため、終日社員配置を行っていたが、1991年（平成3年）12月以降、札沼線末端区間の現業機関統合により、石狩当別駅の駅員が交代で業務を行った。
出札窓口も存在したが、JR北海道の社員配置駅・業務委託駅で唯一みどりの窓口がなく、改札業務も行わなかった。
末期の駅舎は1957年（昭和32年）に建築された、コンクリートブロック造（一部木造）平屋のものであった。

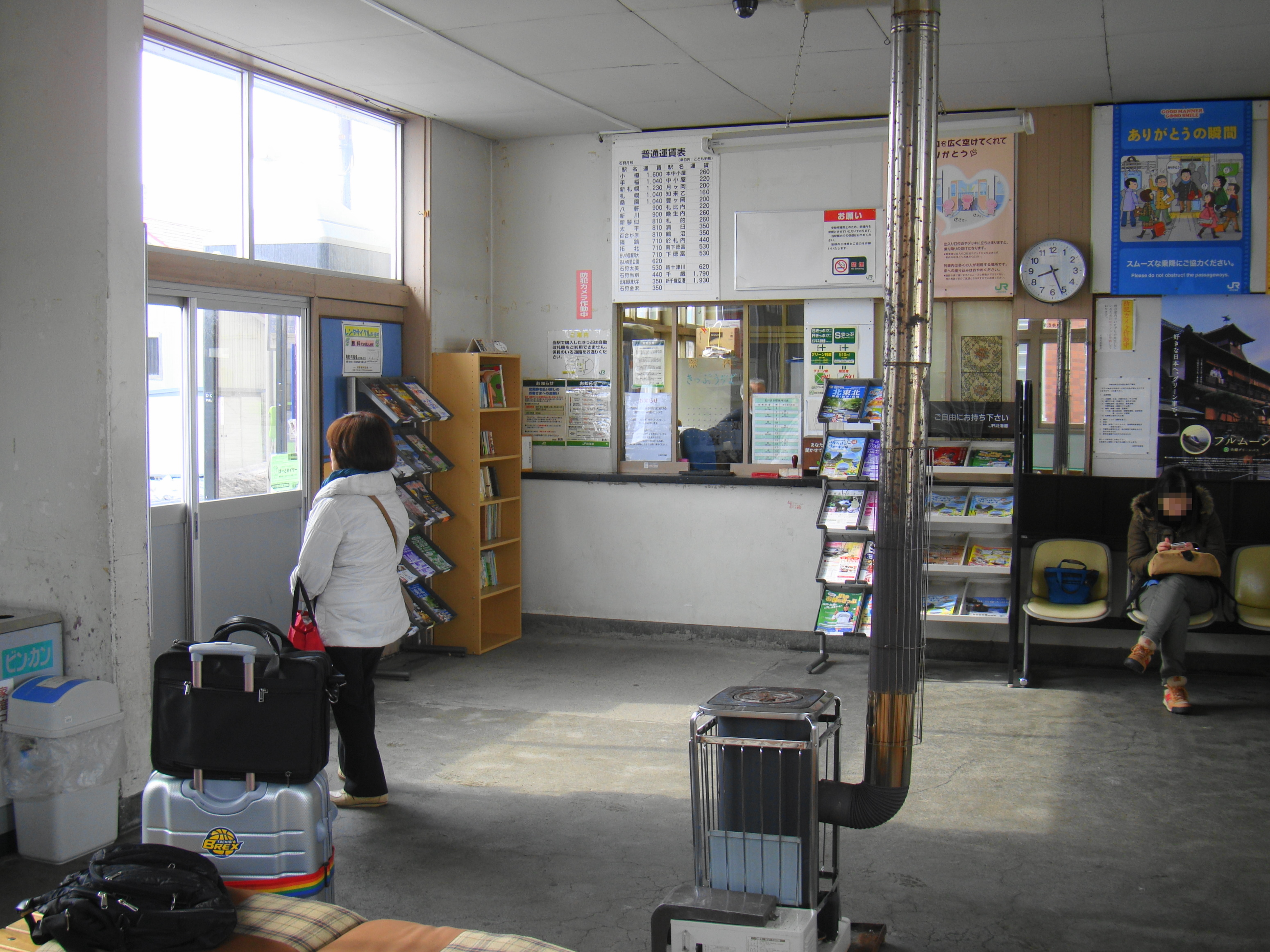
待合室・窓口
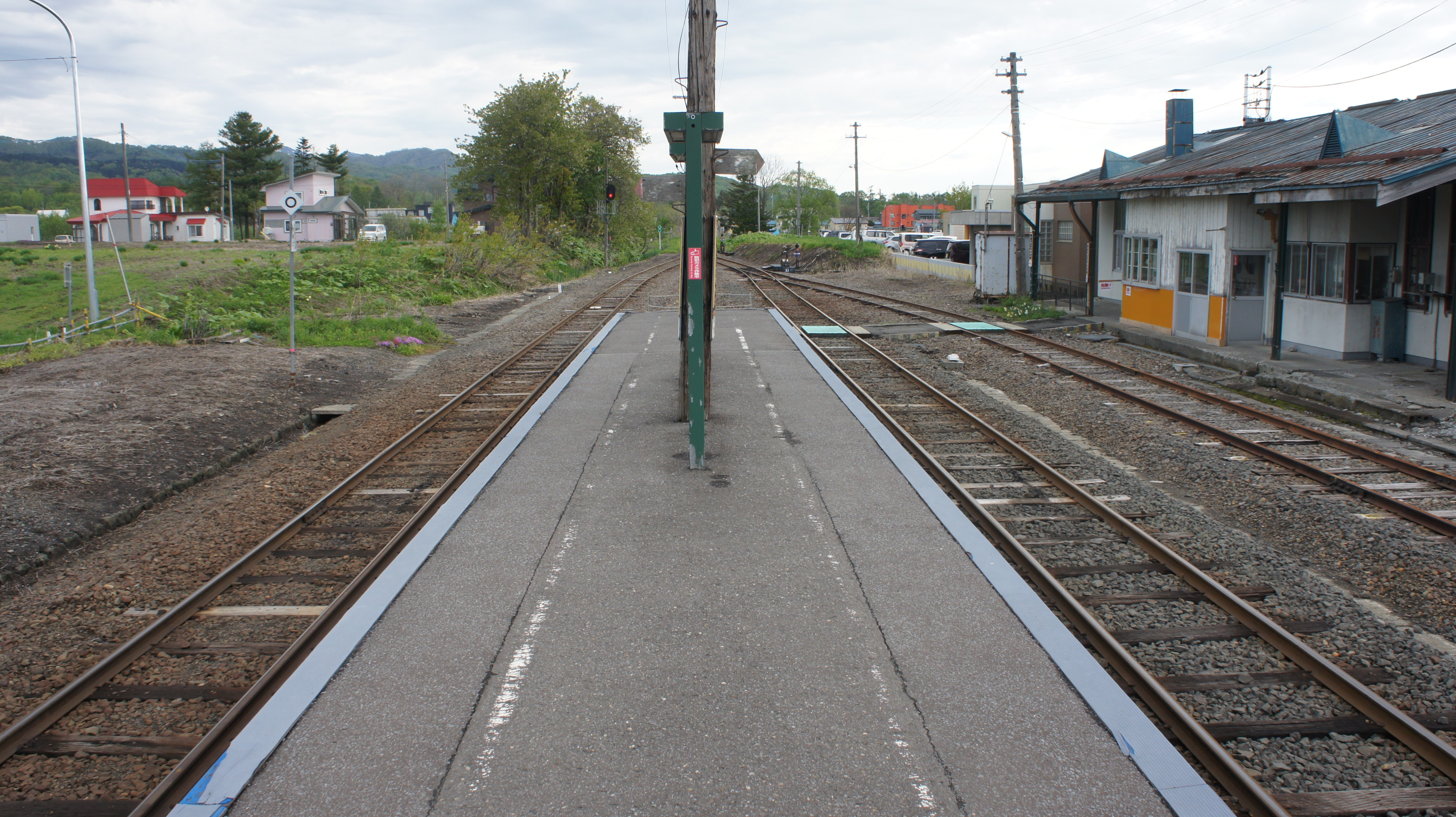
ホーム
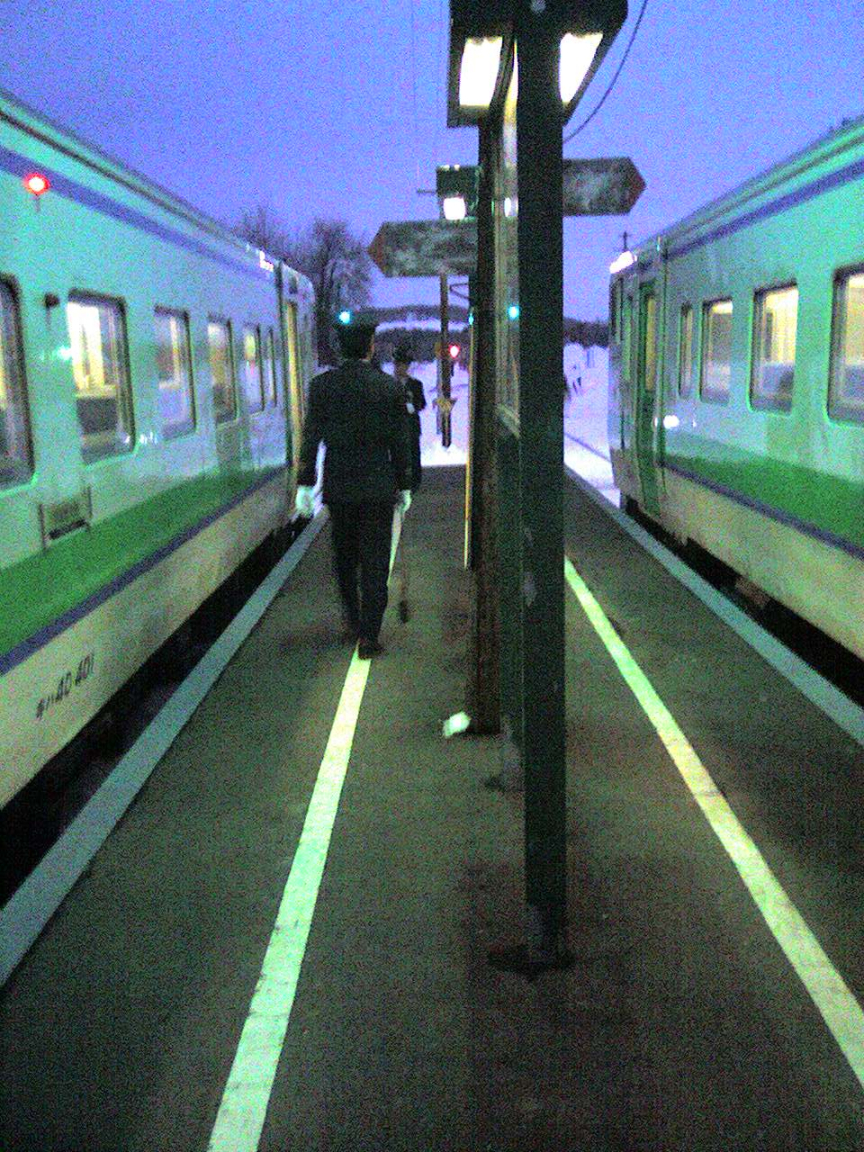
対向列車とのスタフ交換
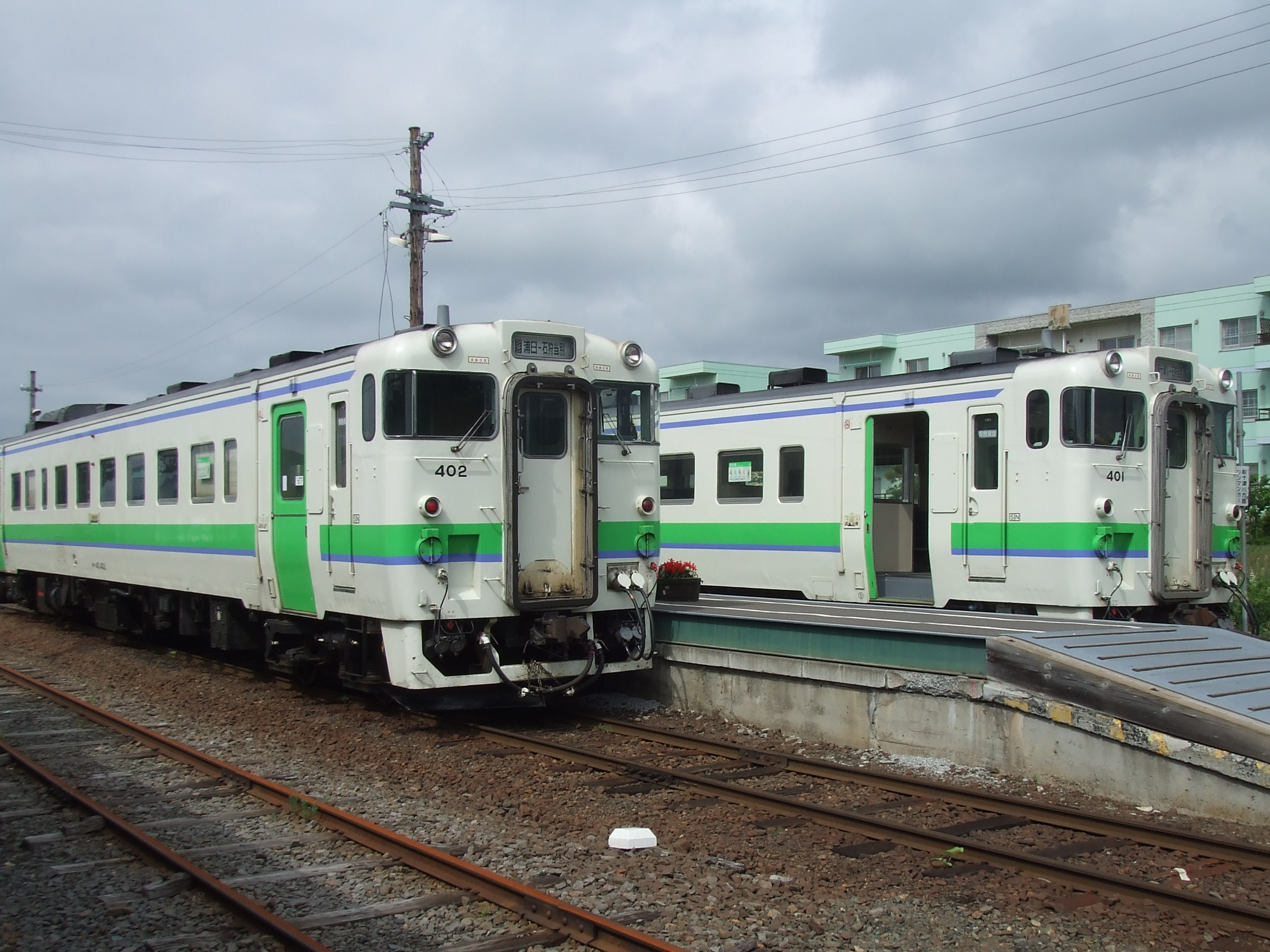
列車交換風景。 当駅が新十津川駅方面への最後の交換駅となっていた。
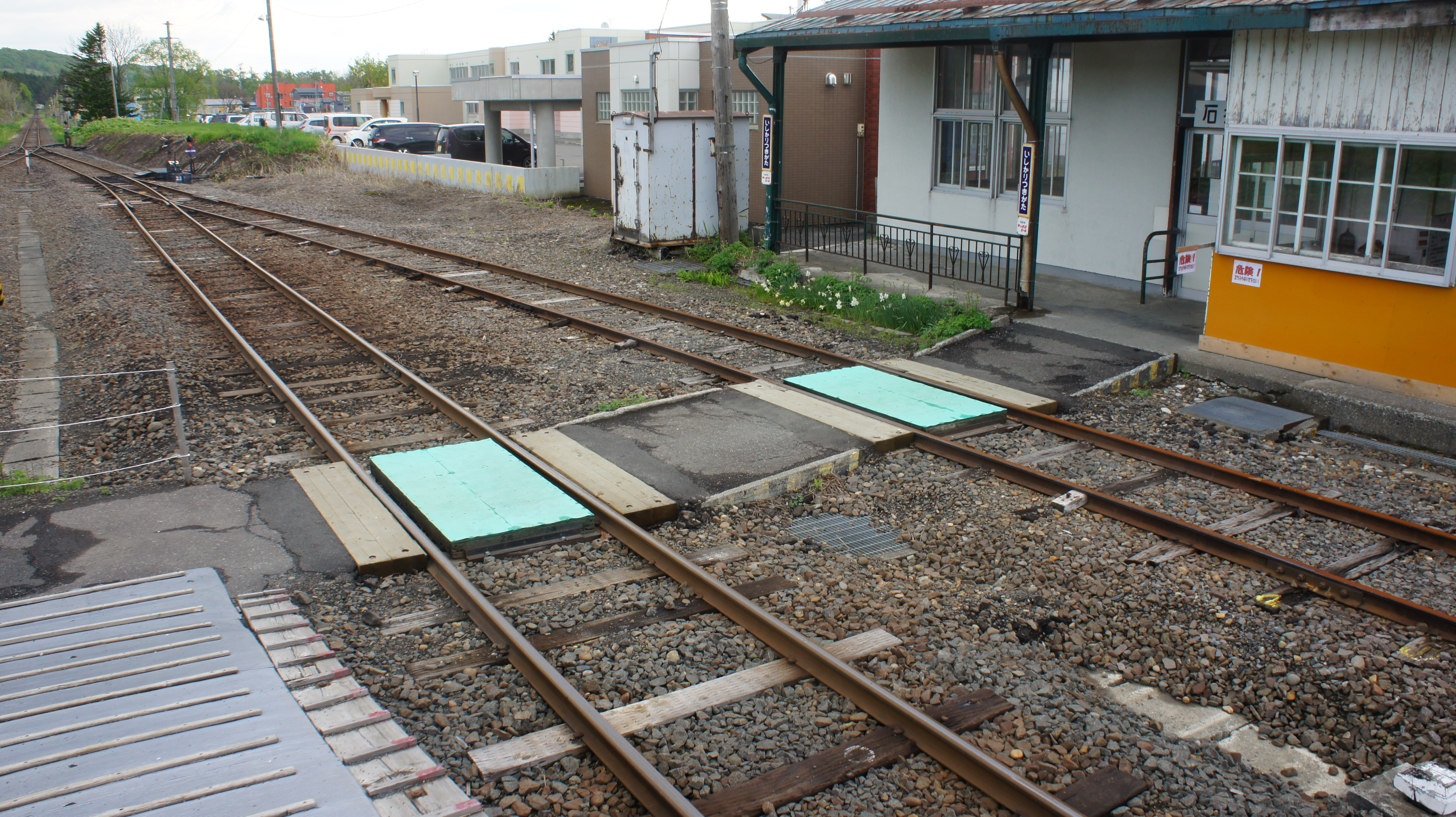
構内踏切
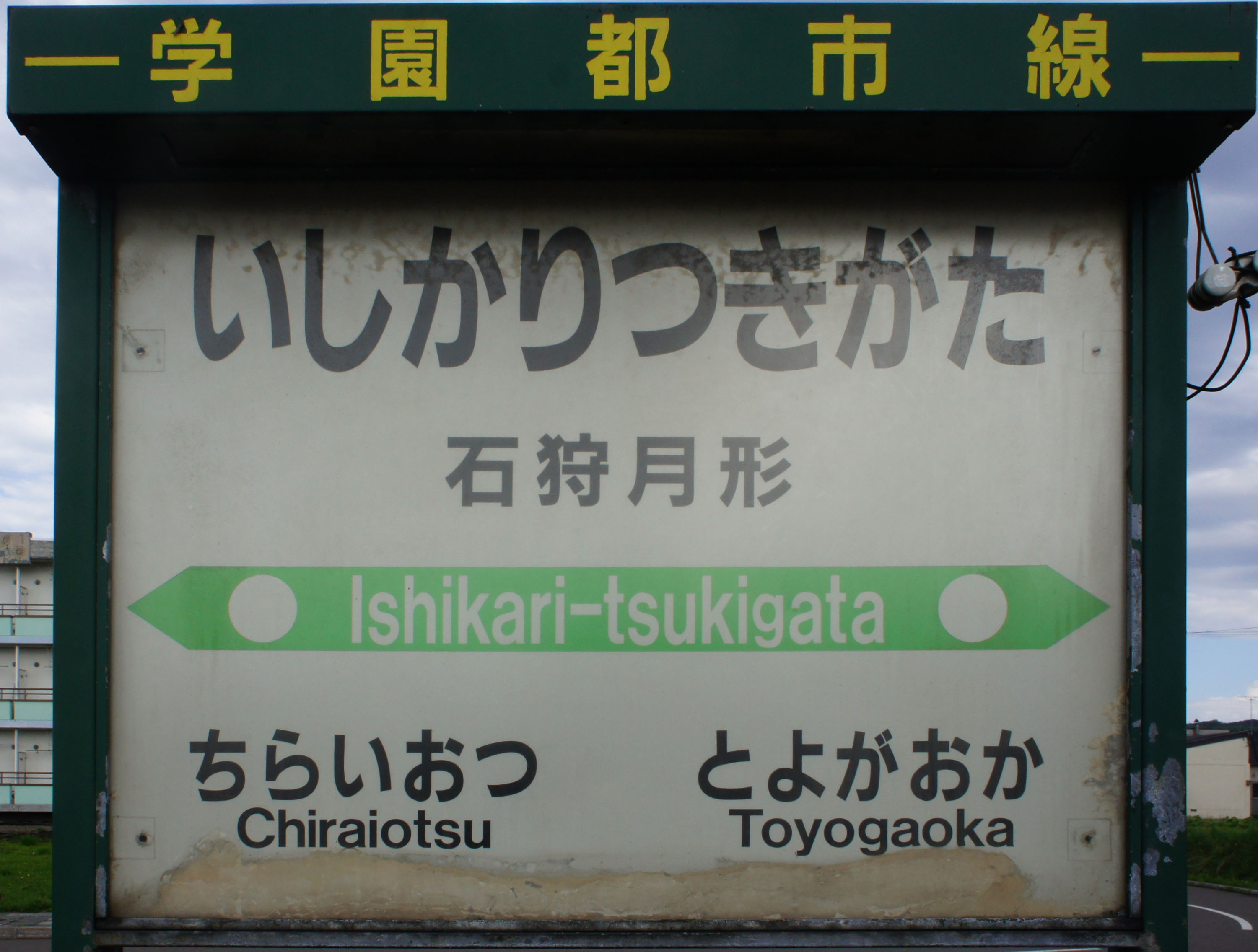
駅名標

### 廃止後の利用
月形町が廃止後に建設を計画している、バスターミナルを中心とした地域拠点施設の建設地候補に、同駅跡を活用する案があったが、これについては同町月形小学校グラウンドに建設することとなった。
札沼線廃止後も駅舎はしばらくバス待合所として活用されていたが、今後は駅構内を通り抜けることができるよう町道の整備を行う予定であり、駅舎は2022年（令和4年）11月中に解体された。
2021年（令和3年）2月に月形町が示した方針では、撤去し、跡地周辺に公営住宅、公園、散策路などを整備するとしており、町道建設に支障しなかった部分のホームや線路については活用が検討されている。
また、廃止直後には地元有志により駅舎やレールを保存し、札沼線記念館とする構想や、同駅から札比内駅までの7.2kmの区間を、地元有志によりトロッコとして整備する計画が持ち上がったこともあった。

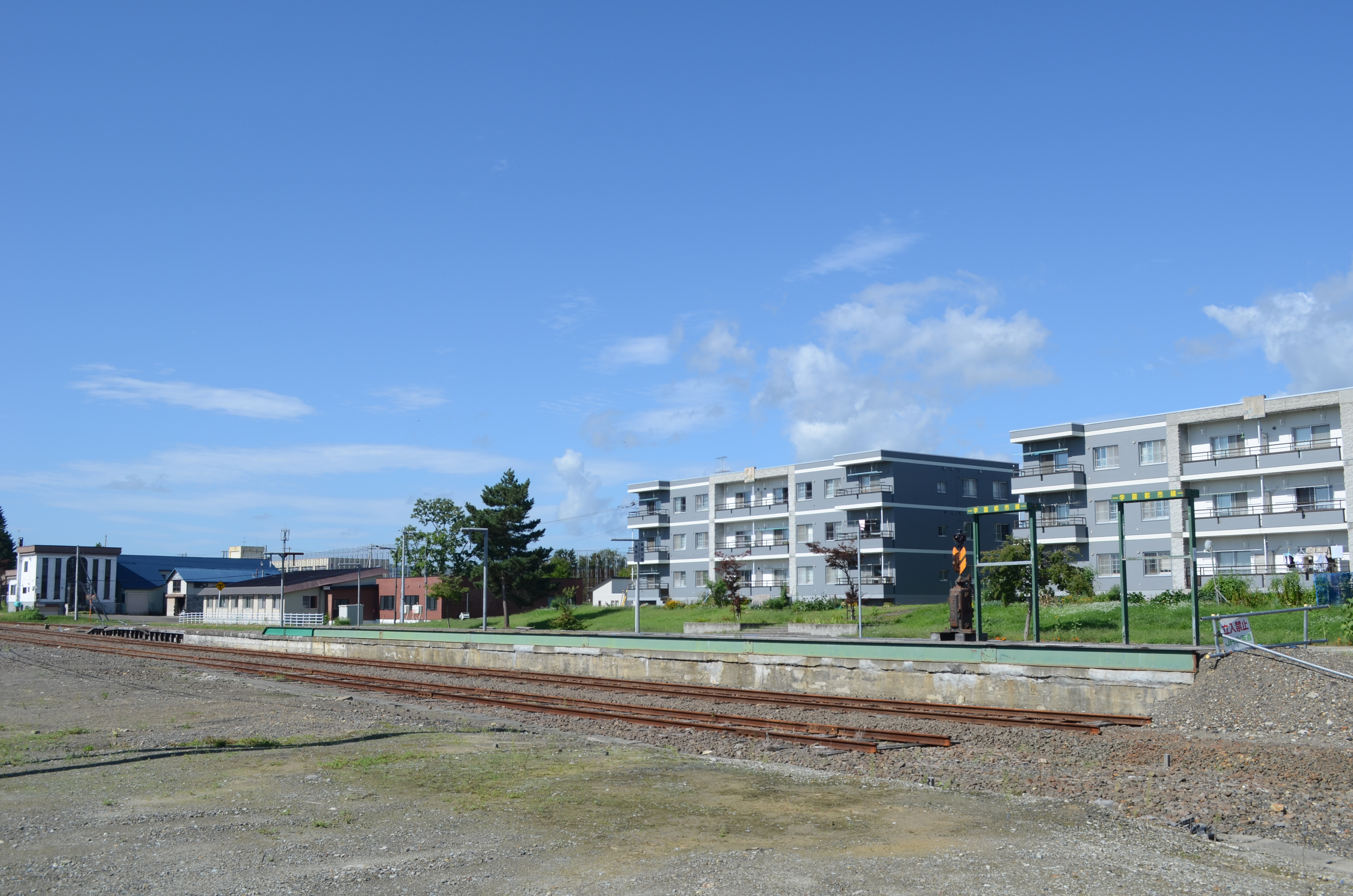
2024年9月時点ではホームと一部の線路のみ残る。

## 利用状況
- 2012 - 2016年（平成24 - 28年）の乗車人員（特定の平日の調査日）平均は79.0人[報道 5]。
- 2013 - 2017年（平成25 - 29年）の乗車人員（特定の平日の調査日）平均は79.0人[報道 6]。
- 2014 - 2018年（平成26 - 30年）の乗車人員（特定の平日の調査日）平均は69.2人[報道 7]。
- 2015 - 2019年（平成27 - 令和元年）の乗車人員（特定の平日の調査日）平均は58.0人[報道 8]。

## 駅周辺
- 北海道道376号石狩月形停車場線
- 国道275号
- 月形町役場[新聞 1]
- 岩見沢警察署月形駐在所
- 月形郵便局
- 北海道信用金庫月形支店
- 北海道銀行 月形支店
- 月形町農業協同組合（JA月形町）
- 北海道月形高等学校
- 月形町立月形小学校
- 皆楽公園
- 円山公園
- 月形温泉
- 月形樺戸博物館[新聞 1]

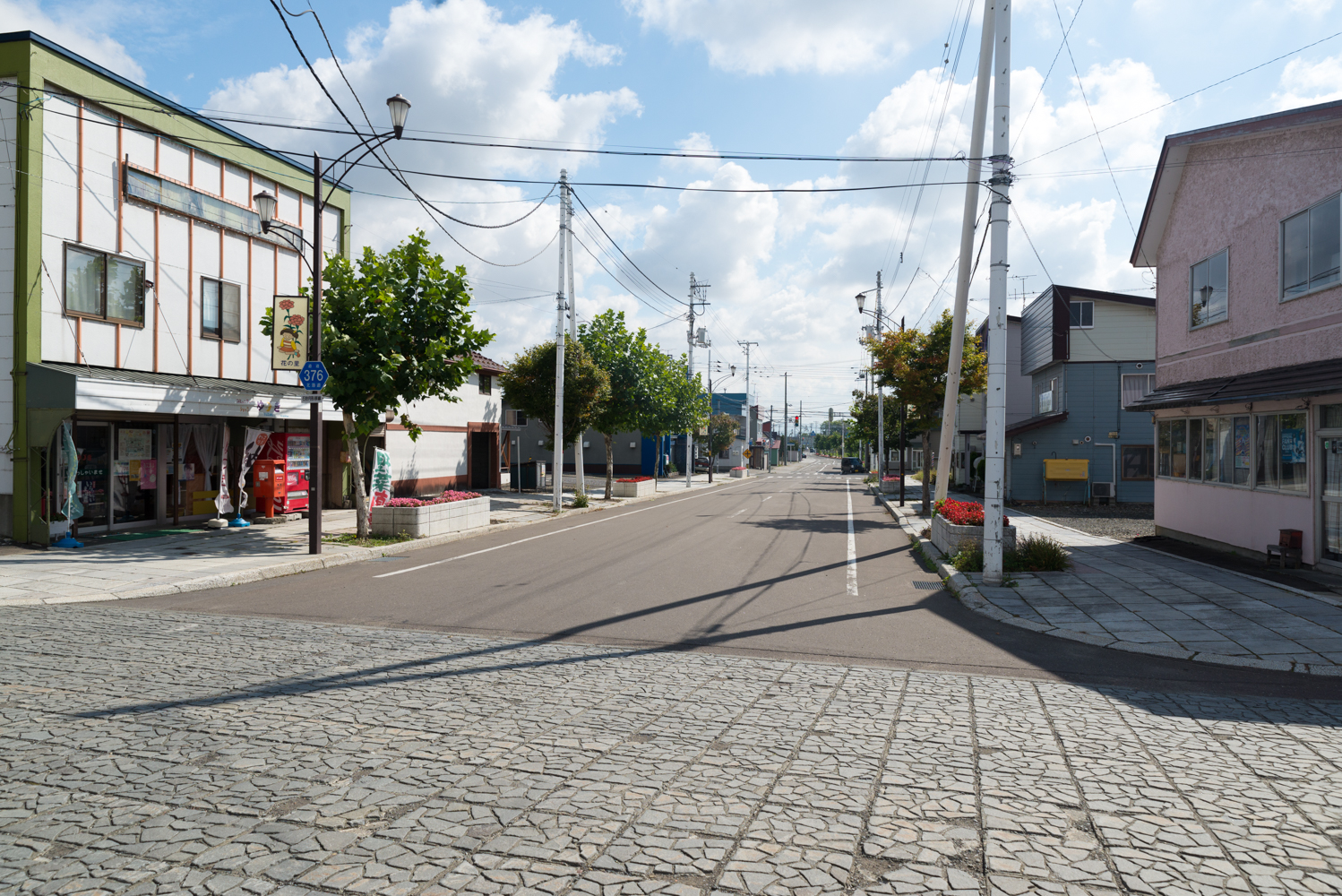
駅前

- 月形刑務所（豊ヶ岡駅までの間で線路から僅かに刑務所外壁の一部が見える）

## バス路線
駅の廃止後も、駅前のバス停留所の名称は「月形駅」もしくは「月形駅前」を称している。
路線は2020年4月1日現在
- 下段モータース（シモダンバス）月形当別線：JR北海道医療大学駅・JR石狩当別駅南口方面（札沼線廃止代替）[19]
- 美唄自動車学校（美自校観光バス）月形浦臼線：浦臼駅方面（札沼線廃止代替）[20]
- 北海道中央バス（岩見沢営業所）月形線：岩見沢ターミナル方面[21]
- 新篠津村営バス（ニューしのつバス）江別・月形線：新篠津役場前・江別駅前方面[22]

かつてはジェイ・アール北海道バスも以下の路線が乗り入れていたものの、2003年3月1日の改正をもって廃止されている。
- 岩見沢線 - 峰延駅・岩見沢駅方面
- 石狩線 - 浦臼駅・滝川駅方面

## 隣の駅
北海道旅客鉄道（JR北海道）
札沼線（学園都市線）
知来乙駅 - 石狩月形駅 - 豊ヶ岡駅

### 報道発表資料
1. 1 2  『札沼線（北海道医療大学・新十津川間）の鉄道事業廃止届の提出について』（PDF）（プレスリリース）北海道旅客鉄道、2018年12月21日。オリジナルの2018年12月24日時点におけるアーカイブ。2018年12月24日閲覧。
2. 1 2  『札沼線（学園都市線）の電化について』（PDF）（プレスリリース）北海道旅客鉄道、2009年9月9日。2009年9月14日閲覧。
3. ↑  『札沼線（学園都市線）の電化開業時期について』（PDF）（プレスリリース）北海道旅客鉄道、2011年10月13日。2011年10月17日閲覧。
4. ↑  『札沼線（北海道医療大学・新十津川間）最終運行について』（PDF）（プレスリリース）北海道旅客鉄道、2020年4月16日。オリジナルの2020年4月16日時点におけるアーカイブ。2020年4月16日閲覧。
5. ↑  「札沼線(北海道医療大学・新十津川間）」（PDF）『線区データ（当社単独では維持することが困難な線区）』、北海道旅客鉄道株式会社、2017年12月8日。2017年12月10日閲覧。
6. ↑  「札沼線(北海道医療大学・新十津川間）」（PDF）『線区データ（当社単独では維持することが困難な線区）（地域交通を持続的に維持するために）』、北海道旅客鉄道株式会社、2018年7月2日。オリジナルの2017年12月31日時点におけるアーカイブ。2018年7月4日閲覧。
7. ↑  “札沼線（北海道医療大学・新十津川間）” (PDF). 線区データ（当社単独では維持することが困難な線区）(地域交通を持続的に維持するために).   北海道旅客鉄道. p. 3 (2019年10月18日). 2019年10月18日時点のオリジナルよりアーカイブ。2019年10月18日閲覧。
8. ↑  “札沼線（北海道医療大学・新十津川間）” (PDF). 地域交通を持続的に維持するために > 輸送密度200人未満の線区（「赤色」「茶色」5線区）.   北海道旅客鉄道. p. 3 (2020年10月30日). 2020年11月2日時点のオリジナルよりアーカイブ。2020年11月4日閲覧。

### 新聞記事
1. 1 2 3 4  高橋賢司 (2012年4月1日). “【駅 人 話】石狩月形駅”. 朝日新聞（朝日新聞デジタル） (朝日新聞社).  オリジナルの2014年8月14日時点におけるアーカイブ。 2014年8月14日閲覧。
2. ↑  “札沼線・北海道医療大学―新十津川 20年5月7日に廃止”. 北海道新聞. (2018年12月8日).  オリジナルの2018年12月17日時点におけるアーカイブ。 2018年12月8日閲覧。
3. ↑  “札沼線廃止、21日にも届け出 JR、沿線4町と覚書調印”. 北海道新聞. (2018年12月21日).  オリジナルの2018年12月23日時点におけるアーカイブ。 2018年12月23日閲覧。
4. ↑  “JR札沼線、北海道医療大学－新十津川間が廃止へ 2020年5月、地元と合意”. 毎日新聞. (2018年12月20日).  オリジナルの2018年12月23日時点におけるアーカイブ。 2018年12月23日閲覧。
5. ↑  “札沼線静かに廃止 新十津川-道医療大 駅名標を撤去”. 北海道新聞. (2020年5月7日).  オリジナルの2020年5月14日時点におけるアーカイブ。 2020年5月14日閲覧。
6. ↑  “旧石狩月形駅舎 1日に閉鎖し解体へ バス待合所は役場に移転”.   北海道新聞 (2022年7月27日). 2022年7月27日閲覧。
7. 1 2 3 4  渡辺, 拓也 (2022年12月1日). “旧石狩月形駅舎の解体完了　町、来年度に道路整備”. どうしん電子版 (北海道新聞社).  オリジナルの2022年12月10日時点におけるアーカイブ。 2022年12月10日閲覧。
8. 1 2  “「非自動閉塞」道内で姿消す 列車の「信号」手渡しで制御 進む電子化、全国でも減少”. 北海道新聞. (2020年5月8日).  オリジナルの2020年5月14日時点におけるアーカイブ。 2020年5月14日閲覧。
9. ↑  “JR廃止に伴う地域拠点施設整備で3候補地を選定 月形町”. 北海道建設新聞. (2019年5月29日).  オリジナルの2019年5月30日時点におけるアーカイブ。 2020年4月19日閲覧。